# Juri Michailowitsch Tschurbanow
Juri Michailowitsch Tschurbanow (russisch Юрий Михайлович Чурбанов, wiss. Transliteration Jurij Michajlovič Čurbanov; * 11. November 1936 in Moskau; † 7. Oktober 2013 ebenda) war ein sowjetischer General und Politiker.

## Leben
Juri Tschurbanow war von 1971 bis 1990 der dritte Ehemann von Galina Breschnewa († 30. Juni 1998), der Tochter von Staats-und-Parteichef Leonid Breschnew. Er begann seine Karriere bei der Polizei und erreichte dort den Dienstgrad eines Oberstleutnants. Von 1980 bis November 1984 war Tschurbanow zudem Erster Stellvertretender Innenminister der Sowjetunion.
1987 wurde er wegen Korruptionsverdacht verhaftet und 1988 vom Militärtribunal des Obersten Gerichts der UdSSR zu zwölf Jahren Lagerhaft verurteilt. 1993 wurde er auf Anordnung von Präsident Boris Jelzin vorzeitig aus der Haft entlassen.